# Chamaeza
Chamaeza – rodzaj ptaków z rodziny mrówkowodów (Formicariidae). 

## Występowanie
Rodzaj obejmuje gatunki występujące w Ameryce Południowej.

## Morfologia
Długość ciała 19–22 cm, masa ciała 63–152 g.

## Systematyka

### Nazewnictwo
Nazwa rodzajowa pochodzi z języka greckiego i oznacza „żyjący na ziemi” (χαμαι khamai – „na ziemi” oraz ζαω zao – „życie”).

### Podział systematyczny
Do rodzaju należą następujące gatunki:
- Chamaeza ruficauda Cabanis & F. Heine Sr., 1860 – mrówkodrozd brunatny
- Chamaeza meruloides Vigors, 1825 – mrówkodrozd skryty
- Chamaeza turdina Cabanis & F. Heine Sr., 1860 – mrówkodrozd łuskowany
- Chamaeza mollissima P.L. Sclater, 1855 – mrówkodrozd prążkowany
- Chamaeza campanisona (M.H.C. Lichtenstein, 1823) – mrówkodrozd kusy
- Chamaeza nobilis Gould, 1855 – mrówkodrozd duży